# الغولف الملكي دار السلام
رويال غولف دار السلام هو نادي جولف يقع في الرباط، عاصمة المغرب. وقد استضاف بطولات الجولة الأوروبية، والجولة الأوروبية للسيدات، والجولة الآسيوية.

## تاريخ
كان الملك الراحل الحسن الثاني يرغب في بناء مجمع مكون من 36 حفرة في العاصمة المغربية الرباط. لذلك اختير عقار رملي محاط بالأشجار ذو محيط متدحرج، وأصبحت المنطقة التي تبلغ مساحتها 440 هكتارًا في قلب غابة من أشجار الفلين والبلوط هي رويال جولف دار السلام. صممه روبرت ترينت جونز وزميله كابيل روبنسون المقيم في أوروبا، وأفتتح في عام 1971. وفقًا لمجلة Golf Course Architecture، فإن الملعب الأحمر هو منافس قوي للحصول على لقب أفضل ملعب من تصميم جونز.
يمكن القول أن الملعب الأحمر هو ملعب البطولة الأكثر شهرة في المغرب، حيث استضاف كأس الحسن الثاني للغولف منذ افتتاحه. وصنف ضمن أفضل 100 ملعب في العالم في أوائل التسعينيات. أعاد جيمس دنكان تصميمه في عامي 2017-2018، وهو شريك قديم في تصميم كور وكرينشو، وركز على إزالة الأشجار وإعادة بناء المخبأ وتوسيع المساحات الخضراء.
قبل أن تصبح بطولة الحسن الثاني للجولف حدثًا ضمن الجولة الأوروبية في عام 2001، كانت تقام على أساس الدعوات منذ عام 1971. ومن بين الفائزين السابقين بيلي كاسبر، ولي تريفينو، وفيجاي سينغ، وباين ستيوارت، ونيك برايس، وكولين مونتجومري، وإيرني إلس.

## البطولات التي استضافها
| الجولة                   | البطولة                | السنة                  |
| ------------------------ | ---------------------- | ---------------------- |
| جولة أوروبية             | بطولة المغرب المفتوحة  | 1987، 1992، 1996، 2001 |
| جولة أوروبية             | جائزة الحسن الثاني     | 2001–2019              |
| الجولة الأوروبية للسيدات | كأس لالة مريم          | 2010–                  |
| جولة الجولف الاحترافية   | افتتاح دار السلام      | 2015                   |
| جولة التحدي              | جولة لالة عائشة        | 2019                   |
| جولة آسيوية              | السلسلة الدولية المغرب | 2022، 2024             |
| أبطال جولة PGA           | كأس الحسن الثاني       | 2023–                  |